# 박종길 (1924년)
박종길(朴鍾吉, 1924년 7월 9일 ~ 2008년 4월 9일)은 대한민국의 군인 출신 정치인이다.  육군 중령으로 예편하였으며 제3·4·5대 국회의원을 지냈다.

## 학력
- 일본 경부고등상업학교 중퇴
- 육군사관학교 졸업
- 육군대학 졸업

## 경력
- 남경 일본군에서 탈출
- 광복군 입대
- 육군 중부지구 경비사령부 참모장
- 육군 중령 예편
- 자유당 중앙위원
- 제3대 국회의원 (영양 / 무소속)
- 제4대 국회의원 (영양 / 자유당)
- 제5대 국회의원 (영양 / 무소속)
- 국회 국방분과위원, 예산결산위원

## 역대 선거 결과
|  | 34.17% |

|  | 0% |

|  | 29.06% |

|  | 25.49% |

|  | 37.05% |

|  | 25.74% |